# Gyrodactylus
Gyrodactylus este un gen de  viermi vivipari din ordinul monogene  (Monogenea),  ectoparaziți pe suprafața   corpului   și pe branhiile peștilor dulcicoli, salmastricoli și marini. Din cauza iritației provocată de parazit, pielea peștelui elaborează o secreție bogată în celule cu care parazitul se hrănește. Când invazia este mai mare, se produc inflamații sau distrugerea epiteliilor și moartea peștilor, în special a puietului.
Au corpul alungit. Extremitatea anterioară, lipsită de ventuze, este despicată în doi lobi ascuțiți, între care se găsește gura. Se prinde și stă  fixat  pe  gazdă  cu  ajutorul  a două organe cefalice adezive, pe care se deschid glandele adezive și cu ajutorul unui mare disc de fixare, situat la partea posterioară a corpului, disc lipsit de ventuze, însă prevăzut cu două căngi (cârlige) mediane curbate mari și puternice, unite printr-o placă chitinoasă, situate pe linia mediană și cu 16 cârlige simple dispuse în cerc pe margine. Nu au pete oculare, iar ansele intestinale sunt unite.
La această gen este foarte interesantă reproducerea. Oul se dezvoltă în uter. Înainte ca embrionul să fie pe deplin dezvoltat, în interiorul lui începe a se forma un al doilea embrion, apoi în cel de-al doilea un al treilea și, în sfârșit, în cel de-al treilea un al patrulea. Acest fenomen se numește poliembrionie, adică din același ou iau naștere mai mulți embrioni.

## Specii

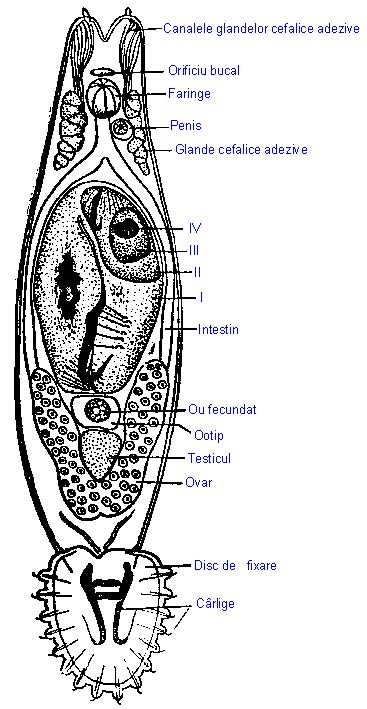
Gyrodactylus elegans.
I, II, III, IV — patru generații de embrioni cuprinși unul în altul.

Sunt descrise peste 40 de specii 
- Gyrodactylus ackerti
- Gyrodactylus aculeati
- Gyrodactylus aggregata
- Gyrodactylus alexanderi
- Gyrodactylus ammodyti
- Gyrodactylus arcuatus
- Gyrodactylus armatus
- Gyrodactylus avalonia
- Gyrodactylus bodegensis
- Gyrodactylus branchius
- Gyrodactylus brevis
- Gyrodactylus bychowskyi
- Gyrodactylus californiensis
- Gyrodactylus canadensis
- Gyrodactylus colemanensis
- Gyrodactylus corti
- Gyrodactylus cranei
- Gyrodactylus doglieli
- Gyrodactylus elegans
- Gyrodactylus elongatus
- Gyrodactylus groenlandicus
- Gyrodactylus harengi
- Gyrodactylus imperialis
- Gyrodactylus lairdi
- Gyrodactylus lenoki
- Gyrodactylus marinus
- Gyrodactylus memorialis
- Gyrodactylus mugilis
- Gyrodactylus olsoni
- Gyrodactylus pacificus
- Gyrodactylus perforatus
- Gyrodactylus prolongis
- Gyrodactylus proximus
- Gyrodactylus pterigialis
- Gyrodactylus pungitii
- Gyrodactylus rarus
- Gyrodactylus rhinichthius
- Gyrodactylus robustus
- Gyrodactylus rogersi
- Gyrodactylus salaris
- Gyrodactylus sculpinus
- Gyrodactylus stellatus
- Gyrodactylus stephanus
- Gyrodactylus unicopula
- Gyrodactylus vancleavi